# Mannschaftsweltmeisterschaft der Studenten im Schach
Die Mannschaftsweltmeisterschaft der Studenten im Schach war ein von 1954 bis 1977 regelmäßig ausgetragener Mannschaftswettbewerb im Schach, an dem nationale Auswahlmannschaften teilnahmen. Gemeinsame Ausrichter waren der Weltschachverband FIDE und die International Union of Students.

## Austragung
Die Teilnahme war auf Studenten beschränkt, später wurde zusätzlich eine Altersbeschränkung (27 Jahre) eingeführt. Der Mannschaftswettkampf wurde in der Regel an vier Brettern ausgetragen.
Bei kleineren Starterfeldern spielte jede Mannschaft gegen jede andere. Bei größeren Feldern wurden Vor- und Endrunden ausgetragen. Dabei wurden bis zu sechs Vorrunden- und drei Finalgruppen angesetzt.
Als Bedenkzeit waren zweieinhalb Stunden für 40 Züge vorgegeben und dann jeweils 16 Züge pro Stunde, ggf. mit Hängepartien.
Die Platzierungen wurden zunächst anhand der Brettpunkte, erst bei Gleichstand über die Mannschaftspunkte ermittelt.

## Übersicht
Die Mannschaft der Sowjetunion gewann 17 der 22 regulären Austragungen.
|    | Jahr | Gastgeber       | Teams | Platz 1            | Platz 2            | Platz 3          | Deutschland Demokratische Republik 1949 | Deutschland |
| -- | ---- | --------------- | ----- | ------------------ | ------------------ | ---------------- | --------------------------------------- | ----------- |
|    | 1952 | Liverpool       | 3     | Finnland           | England            |                  |                                         |             |
|    | 1953 | Brüssel         | 8     | Norwegen           | England            | Finnland         |                                         |             |
| 01 | 1954 | Oslo            | 10    | Tschechoslowakei   | Sowjetunion        | Bulgarien        |                                         |             |
| 02 | 1955 | Lyon            | 13    | Sowjetunion        | Jugoslawien        | Ungarn           |                                         |             |
| 03 | 1956 | Uppsala         | 16    | Sowjetunion        | Ungarn             | Jugoslawien      | Platz 11                                |             |
| 04 | 1957 | Reykjavik       | 14    | Sowjetunion        | Bulgarien          | Tschechoslowakei | Platz 7                                 |             |
| 05 | 1958 | Warna           | 16    | Sowjetunion        | Bulgarien          | Tschechoslowakei | Platz 8                                 |             |
| 06 | 1959 | Budapest        | 14    | Bulgarien          | Sowjetunion        | Ungarn           | Platz 5                                 |             |
| 07 | 1960 | Leningrad       | 14    | Vereinigte Staaten | Sowjetunion        | Jugoslawien      | Platz 7                                 |             |
| 08 | 1961 | Helsinki        | 13    | Sowjetunion        | Vereinigte Staaten | DDR              | Platz 3                                 |             |
| 09 | 1962 | Mariánské Lázně | 18    | Sowjetunion        | Jugoslawien        | Tschechoslowakei | Platz 4                                 |             |
| 10 | 1963 | Budva           | 19    | Tschechoslowakei   | Jugoslawien        | Bulgarien        | Platz 12                                |             |
| 11 | 1964 | Kraków          | 21    | Sowjetunion        | Tschechoslowakei   | Ungarn           | Platz 8                                 |             |
| 12 | 1965 | Sinaia          | 17    | Sowjetunion        | Israel             | Dänemark         | Platz 7                                 |             |
| 13 | 1966 | Örebro          | 21    | Sowjetunion        | Tschechoslowakei   | Dänemark         | Platz 8                                 |             |
| 14 | 1967 | Harrachov       | 19    | Sowjetunion        | Vereinigte Staaten | England          | Platz 6                                 |             |
| 15 | 1968 | Ybbs            | 25    | Sowjetunion        | BR Deutschland     | Tschechoslowakei | Platz 10                                | Platz 2     |
| 16 | 1969 | Dresden         | 26    | Sowjetunion        | Jugoslawien        | Bulgarien        | Platz 5                                 | Platz 4     |
| 17 | 1970 | Haifa           | 11    | Vereinigte Staaten | England            | BR Deutschland   |                                         | Platz 3     |
| 18 | 1971 | Mayagüez        | 16    | Sowjetunion        | Vereinigte Staaten | Kanada           |                                         |             |
| 19 | 1972 | Graz            | 29    | Sowjetunion        | Ungarn             | BR Deutschland   |                                         | Platz 3     |
| 20 | 1974 | Teesside        | 28    | Sowjetunion        | Vereinigte Staaten | Ungarn           |                                         | Platz 6     |
| 21 | 1976 | Caracas         | 21    | Sowjetunion        | Vereinigte Staaten | Kuba             |                                         |             |
| 22 | 1977 | Mexiko-Stadt    | 19    | Sowjetunion        | Kuba               | England          |                                         | Platz 8     |

Die internationalen Studententurniere 1952 und 1953 werden als Vorläufer der Mannschaftsweltmeisterschaft betrachtet.
Die für 1973 (in Ecuador), 1975 (in Deutschland), 1979 (in Bulgarien) und 1981 (in Österreich) geplanten Austragungen wurden abgesagt. Damit endete die Ära der Studenten-Mannschaftsweltmeisterschaften.
Als Nachfolger gilt die ab 1978 durch die FIDE ausgerichtete U26-Mannschaftsweltmeisterschaft, die ihrerseits ab 1998 durch eine U20-Mannschaftsweltmeisterschaft abgelöst wurde, deren letzte Austragung von 2001 datiert.

## Einzelne Austragungen
1952
Das geplante Mannschaftsturnier reduzierte sich auf zwei Auswahlteams und eine gemischte internationale Mannschaft (Spieler aus Belgien, Finnland und Indien),
da die sowjetischen Spieler Mark Taimanow und Dawid Bronstein verspätet eintrafen.
Anschließend wurde ein Einzelturnier mit acht Spielern ausgetragen, welches die beiden sowjetischen Spieler mit großem Vorsprung gewannen.
Im Gegensatz zu allen folgenden Austragungen bestanden die Mannschaften nur aus je drei Spielern.
1953
Es spielten acht Mannschaften, darunter ein gemischtes Team mit Spielern aus Österreich, Belgien und Frankreich.
1954
In der sowjetischen Mannschaft stand der spätere WM-Kandidat Viktor Kortschnoi. Am Spitzenbrett des siegreichen Teams spielte Miroslav Filip. Zu seiner Mannschaft gehörten weiter Ladislav Alster, Július Kozma, Jiří Veselý und Josef Maršálek. Unter den zehn Teilnehmern befand sich eine internationale Auswahl mit Spielern aus Italien, Schottland und Frankreich.
1955
Hoch überlegener Sieg des sowjetischen Teams mit Mark Taimanow, Boris Spasski, Wladimir Antoschin,
Alexei Suetin, Jewgeni Wassjukow und Alexander Nikitin.
1956
Erneut gewann die sowjetische Mannschaft, in der neben Kortschnoi, Antoschin und Wassjukow diesmal Lew Polugajewski, Michail Tal und Anatoli Lutikow
standen. Ungarn spielte u. a. mit István Bilek, Lajos Portisch, Győző Forintos und Levente Lengyel. Im drittplatzierten Team standen u. a. die Großmeister Aleksandar Matanović und Borislav Ivkov.
1957
Erstmals gewann das sowjetische Team ohne Punktverlust. Neben Tal, Spasski, Polugajewski und Nikitin spielten Buchuti Gurgenidse und Aivars Gipslis. Sehr namhafte Spieler der nachfolgenden Mannschaften waren u. a.
Nikolay Minev, Nikola Padewski, Miroslav Filip, Július Kozma, Pál Benkő, Lajos Portisch, Győző Forintos, William Lombardy und Edmar Mednis. Für die erstmals teilnehmende DDR spielten Sieghart Dittmann,
Dieter Bertholdt, Heinz Liebert und Helmut Jüttler.
1958
Die siegreiche sowjetische Mannschaft setzte auf eine bewährte Aufstellung mit Tal, Spasski, Gurgenidse, Gipslis und Nikitin. Zweiter Ersatzspieler war Juri Nikolajewski. Für die DDR spielten Burkhard Malich, Reinhart Fuchs,
Dieter Bertholdt, Helmut Jüttler, Horst Handel und Siegfried Mühlberg.
1959
Die ersten drei Mannschaften blieben ungeschlagen. Obwohl die diesmal etwas schwächer aufgestellte UdSSR nur zwei Unentschieden abgab, lag Bulgarien (drei Unentschieden) nach Brettpunkten vorn. Für die DDR spielten
Dittmann, Malich, Fuchs und Bertholdt sowie Jürgen Mädler und Günther Möhring. Im zweitplatzierten UdSSR-Team standen neben Gurgenidse, Gipslis, Nikitin und Nikolajewski die Debütanten Anatoli Wolowitsch und Wladimir Liberson. Den Turniersieg für Bulgarien errangen Nikola Padewski, Georgi Tringow, Ljuben Popow, Ilja Dimitrow und Nikolai Radew.
1960
Im eigenen Land stellte sich die UdSSR mit Spasski, Gurgenidse, Nikitin, Nikolajewski, Jānis Klovāns und Wolodymyr Sawon auf. Sie unterlagen im entscheidenden Spiel den USA, für die u. a. William Lombardy, Raymond Weinstein,
Edmar Mednis und Anthony Saidy spielten. Im DDR-Team standen neben Malich, Bertholdt, Liebert und Mädler die Neulinge Lothar Zinn und Fritz Baumbach.
1961
Die neuformierte sowjetische Mannschaft mit Leonid Stein, Wladimir Bagirow, Eduard Gufeld, German Chodos und dem Ersatzmann Alexander Kuindzhi setzte sich sicher durch. Den einzigen Medaillengewinn für die DDR erreichten Zinn, Mädler, Baumbach, Möhring, Handel und Bernd Weber.
1962
In der siegreichen UdSSR-Mannschaft standen mit Spasski, Gufeld, Bagirow, Sawon und Chodos etablierte Teilnehmer. Einziger Neuling war Ersatzspieler Hans Tomson. Für Jugoslawien spielten Dragoljub Ćirić, Dragoljub Minić,
Dražen Marović, Predrag Ostojić und Ivan Nemet. Im tschechoslowakischen Team standen u. a. Vlastimil Hort, Vlastimil Jansa und Lubomir Kavalek. Im DDR-Team debütierten neben den etablierten Spielern Zinn, Baumbach, Möhring und Handel noch Detlef Neukirch und Hans Hubert Rautenstrauch.
1963
Die sowjetische Mannschaft verpasste die Medaillenplätze. Ganz vorn rangierte die Tschechoslowakei erneut mit Hort und Jansa an dem ersten Brettern vor Jugoslawien, das sich gegenüber dem Vorjahr mit Bruno Parma verstärkt hatte. Am Spitzenbrett der drittplatzierten Bulgaren saß Georgi Tringow. Die DDR-Mannschaft verpasste das A-Finale und wurde Zweiter der B-Gruppe. Es spielten Möhring, Mädler, Zinn sowie Uwe Küttner, Hermann Brameyer  (1939 – 2025) und Lothar Kollberg. Im tschechoslowakischen Siegerteam standen noch Michal Janata, Jindřich Trapl, Josef Augustin und Slavoj Kupka.
1964
Obwohl sie auf ganz große Namen verzichtete, gewann die UdSSR überzeugend. Für die DDR spielten Zinn, Neukirch, Küttner, Kollberg, Rautenstrauch und Gerhard Schmidt. Die siegreiche UdSSR-Mannschaft bildeten Roman Pelts, German Chodos, Wolodymyr Sawon, Eduard Mnazakanjan, Gennadi Anoschin und Albert Kapengut.
1965
Trotz Niederlage im direkten Duell lag die UdSSR um einen Brettpunkt vor Israel. Im sowjetischen Team spielte German Chodos sein fünftes Turnier in Folge. Leistungsträger der drittplatzierten Dänen war Jørn Sloth. Im DDR-Team standen mit Neukirch und Rautenstrauch nur zwei Spieler mit Erfahrung bei diesem Wettkampf. Es debütierten Artur Hennings, Ulrich Fritsche, Manfred Böhnisch und Manfred Schöneberg.
1966
Die Sowjetunion gab wie 1957 keinen Mannschaftspunkt ab. Im Team standen Wolodymyr Sawon, Hennadij Kusmin, Eduard Bukhman, Albert Kapengut, Boris Gulko und Wolodymyr Tukmakow. Einziger Debütant in der DDR-Mannschaft war Peter Hesse. Neben ihm spielten Hennings, Neukirch, Schöneberg, Fritsche und Böhnisch.
1967
Spannung prägte diese Austragung des Turniers. Selbst die beiden vorn platzierten Mannschaften gaben je sechs Mannschaftspunkte ab. Für das siegreiche Team spielten neben Sawon, Tukmakow, Kusmin und Gulko die Reservisten Wadim Faibissowitsch und Mikhail Podgaets. Zur USA-Mannschaft gehörten u. a. Larry Kaufman und Andrew Soltis. Ein sehr namhaftes Team stellte der Gastgeber für den neben Hort und Jansa auch Jan Smejkal antrat. In der DDR-Auswahl debütierten neben den erfahrenen Hennings, Neukirch und Schöneberg die Spieler Lutz Espig, Bernd Schmitz und Günther Heinsohn.
1968
Die Sowjetunion gab nur gegen die Bundesrepublik Deutschland ein Unentschieden ab. Im siegreichen Team standen Tukmakow, Kusmin, Roman Dzindzichashvili, Podgaets, Kapengut und Wiktar Kuprejtschyk. Das Debüt der westdeutschen Mannschaft mit dem Gewinn der Silbermedaille erreichten Helmut Pfleger, Robert Hübner, Georg Pollak, Jürgen Dueball, Klaus Klundt und Peter Ostermeyer. Im Team der DDR standen neben Schöneberg, Espig, Hesse und Schmitz die Neulinge Reinhard Postler und Bernd Kummer.
1969
Die siegreiche sowjetische Mannschaft gab nur zwei Unentschieden ab. Das Team bestand aus Tukmakow, Podgaets, Witali Zeschkowski, Tamas Giorgadse, Orest Awerkin und Kuprejtschyk. Silber ging an Jugoslawien u. a. mit Slobodan Martinović und Ljubomir Ljubojević. Bronze holte Bulgarien, für das u. a. Ljuben Spassow und Petar Welikow spielten. Auf Platz 4 rangierte die bundesdeutsche Mannschaft. Gegenüber dem Vorjahr spielten hier Karl-Heinz Maeder und Helmut Weichert anstelle von Pfleger und Klundt. Die DDR als Gastgeber war zugleich zum letzten Mal an einer Studenten-WM beteiligt. Espig, Schöneberg und Postler wurden durch die Debütanten Michael Schmidt, Wolfgang Dietze und Gerd Lorenz ergänzt.
1970
In Haifa fehlten die Ostblockstaaten wegen politischer Vorbehalte. Im kleinen Feld kamen die USA zum Sieg, obwohl sie zwei Mannschaftskämpfe verloren. Bekannteste Spieler des siegreichen Teams waren Kenneth S. Rogoff, James Tarjan und Andrew Soltis. Dazu kamen Mike Senkiewicz, Richard Verber und Marc Yoffie. Silber holte England mit Michael Basman am Spitzenbrett. Die bundesdeutsche Mannschaft holte zwar die meisten Mannschaftspunkte, rangiert nach Brettpunkten aber nur auf Platz 3. Neben Pfleger, Maeder und Weichert gehörten Helmut Freise und Jürgen Juhnke zu diesem Team.
1971
Ohne deutsche Beteiligung ging die erste Austragung in Übersee über die Bühne. Seriensieger Sowjetunion blieb ohne Punktverlust. In der sehr namhaft besetzten Mannschaft standen neben Tukmakow, Podgaets und Kusmin der spätere Weltmeister Anatoli Karpow sowie Juri Balaschow und Juri Rasuwajew. Am Spitzenbrett der debütierenden Kanadier trug Duncan Suttles zum Gewinn der Bronzemedaille bei. Zum Team gehörte auch Peter Biyiasas.
1972
Die Sowjetunion siegte bei der Austragung mit dem größten Starterfeld erneut. In der Mannschaft standen mit Karpow, Balaschow, Tukmakow (sechste Teilnahme) und Rafael Vaganian vier Großmeister. Ersatzspieler waren Podgaets und Juri Anikajew. Vizemeister Ungarn spielte u. a. mit András Adorján, Gyula Sax, Iván Faragó und László Vadász. Bronze holte die bundesdeutsche Auswahl mit Robert Hübner, Ulrich Nehmert, René  Borngässer, Helmut Weichert, Jürgen Juhnke und Hans-Joachim Clara. Sie verwiesen die namhaft besetzten Teams der USA und Bulgariens auf die nächsten Plätze.
1974
Den Sieg errang das sowjetische Team mit drei etablierten Spielern (Vaganian, Balaschow und Kuprejtschyk) sowie drei hochkarätigen Neulingen (Alexander Beliavsky, Oleh Romanyschyn und Semon Palatnik). Im medaillenlos gebliebenen englischen Team standen als Stammspieler Tony Miles, Michael Stean, John Nunn und Jonathan Mestel. Die deutsche Mannschaft bildeten Robert Hübner, René Borngässer, Constanz Kiffmeyer, Stephan Buchal, Ulrich Nehmert und Wolfgang Riedel.
1976
Beim Turnier in Venezuela waren nur wenige europäische Länder vertreten. Die Sowjetunion gewann alle ihre Mannschaftskämpfe. Neben Romanischin, Vaganian, Beliavsky und Palatnik gehörten erstmals Jewgeni Sweschnikow und Waleri Tschechow zum Aufgebot. Für die USA spielten u. a. Julio Kaplan und Larry Christiansen. Bronze ging an Kuba mit Guillermo García González am Spitzenbrett sowie u. a. Román Hernández Onna.
1977
Auch bei der letzten Austragung gewann das sowjetische Team. Neben Romanischin, Vaganian und Beliavsky gehörten jetzt Josif Dorfman, Adrian Mihalčišin und Sergei Makarytschew zur siegreichen Mannschaft. Kuba verstärkte sich gegenüber dem Vorjahr mit Jesús Nogueiras und gewann Silber vor den Engländern mit Nunn, Mestel und Jonathan Speelman an den vorderen Brettern. Für die Bundesrepublik Deutschland spielten Klaus Wockenfuß, René Borngässer, Constanz Kiffmeyer, Peter Hertzog und Markus Bassler.

## Medaillenspiegel
| Platz | Land             | Gold | Silber | Bronze |
| ----- | ---------------- | ---- | ------ | ------ |
| 01    | Sowjetunion      | 17   | 3      | 0      |
| 02    | USA              | 02   | 5      | 0      |
| 03    | Tschechoslowakei | 02   | 2      | 4      |
| 04    | Bulgarien        | 01   | 2      | 3      |
| 05    | Jugoslawien      | 0    | 4      | 2      |
| 06    | Ungarn           | 0    | 2      | 4      |
| 07    | England          | 0    | 1      | 2      |
| 07    | BR Deutschland   | 0    | 1      | 2      |
| 09    | Kuba             | 0    | 1      | 1      |
| 10    | Israel           | 0    | 1      | 0      |
| 11    | Dänemark         | 0    | 0      | 2      |
| 12    | DDR              | 0    | 0      | 1      |
| 12    | Kanada           | 0    | 0      | 1      |

## Teilnehmende Länder
Folgende Länder haben mindestens einmal an der Mannschafts-Weltmeisterschaft der Studenten teilgenommen. Sie sind in der Reihenfolge ihrer ersten Teilnahme aufgelistet.
Tschechoslowakei, Sowjetunion, Bulgarien, England, Island, Schweden, Norwegen, Finnland, Frankreich (alle 1954), Jugoslawien, Ungarn, Polen, Spanien, Niederlande (alle 1955), Rumänien, USA, DDR (alle 1956),
Dänemark, Ecuador, Mongolei (alle 1957), Argentinien, Albanien, Irland (alle 1958), Israel (1959), Belgien (1960), Tunesien (1961), Kuba, Schottland (beide 1962), Türkei, Italien (beide 1963), Österreich (1964), Puerto Rico, Schweiz (beide 1966), BR Deutschland, Brasilien, Griechenland (alle 1968), Philippinen, Dominikanische Republik (beide 1969), Kanada, Kolumbien, Peru, Venezuela, Kosta Rica, Guatemala, Mexiko (alle 1971), Südafrika, Iran (beide 1972), Wales, Hongkong, Japan, Irak (alle 1974), Nikaragua, Panama, Jamaika (alle 1976), Honduras (1977).
Die meisten Teilnahmen verzeichnen die Sowjetunion (21×), Schweden (19×), Tschechoslowakei, England und Finnland (je 18×) sowie Bulgarien (17×).

## Trivia
Rekordteilnehmer der Studenten-Mannschafts-WM ist der mongolische Spieler Lchamsürengiin Mjagmarsüren mit acht Teilnahmen (1957 – 1964). Sechs Spieler kommen auf je 7 Teilnahmen: Győző Forintos (Ungarn), Vlastimil Hort, Vlastimil Jansa (beide Tschechoslowakei), William Lombardy (USA), Berndt Söderborg (Schweden) und Heikki Westerinen (Finnland). Seitens deutscher Teilnehmer liegen die DDR-Spieler Bertholdt, Neukirch, Schöneberg und Zinn mit je fünf Teilnahmen vorn, häufigster bundesdeutscher Teilnehmer war Robert Hübner mit vier Turnieren.
Die sowjetische Mannschaft hat von 256 Wettkämpfen nur sieben verloren, davon drei gegen die Tschechoslowakei.